# Odette Siko
Odette Siko (ur. 14 lipca 1899 w Paryżu, zm. 31 sierpnia 1984 w Périgueux) – francuska zawodniczka startująca w wyścigach samochodowych i rajdach samochodowych.

## Kariera
W swojej karierze wyścigowej Siko poświęciła się startom w wyścigach Grand Prix oraz w wyścigach samochodów sportowych. W latach 1930-1933 Francuzka pojawiała się w stawce 24-godzinnego wyścigu Le Mans. W pierwszym sezonie startów stanęła na drugim stopniu podium w klasie 1.5, a w klasyfikacji generalnej uplasowała się na siódmej pozycji. Rok później powtórzyłaby ten sukces, gdyby nie dyskwalifikacja. W sezonie 1932 odniosła zwycięstwo w klasie 2, plasując się jednocześnie na czwartej pozycji w końcowej klasyfikacji kierowców. W tym samym roku ukończyła na siódmej pozycji Grand Prix de la Baule.